# Carlock (Illinois)
Pour les articles homonymes, voir Carlock.
Carlock est un village du comté de McLean dans l'Illinois, aux États-Unis,. Situé à l'est du comté, il est fondé en 1888 et incorporé le 6 janvier 1960.

## Démographie
Lors du recensement de 2010, le village comptait une population de 552 habitants. Elle est estimée, en 2016, à 553 habitants.

### Source de la traduction
- (en) Cet article est partiellement ou en totalité issu de l’article de Wikipédia en anglais intitulé « Carlock, Illinois » (voir la liste des auteurs).